# 18ª Squadriglia
La 18ª Squadriglia della Regia Aeronautica è attiva dal 15 gennaio 1927 all'Aeroporto di Ferrara-San Luca con aerei Caproni.

## Storia
Nel 1926 era nel XXVII Gruppo sui Caproni Ca.36 all'Aeroporto di Poggio Renatico.
Al 15 gennaio 1927 la 18ª Squadriglia era nel XXVII Gruppo Bombardieri Notturni del 14º Stormo dell'Aeroporto di Ferrara-San Luca su Caproni Ca.36 ed in seguito Caproni Ca.73. 
Il 10 maggio 1929 il 27º Gruppo il 1º ottobre 1929 va a Merna.
Il 1º giugno 1931 il 27º Gruppo passa nell'8º Stormo di Ferrara sui Ca.73.
Il successivo 18 ottobre lo Stormo va all'Aeroporto di Poggio Renatico.

### Guerra d'Etiopia
La 18ª Squadriglia nasce sull’Aeroporto di Poggio Renatico il 22 luglio 1935 con 5 Caproni Ca.111. 
Il 22 agosto parte la Giuseppe Miraglia (nave) che porta il reparto a Massaua nell'ambito della Guerra d'Etiopia. 
Tra il 29 e il 30 agosto il personale arriva a destinazione. 
Il 20 settembre l'unità va all'Aeroporto di Assab. 
Il 1º ottobre la squadriglia è operativa per prendere parte alle prime operazioni belliche inquadrata nel XXVII Gruppo Bombardamento dell’8º Stormo.
Al 15 gennaio 1936 è a Gura (Eritrea).

### Africa Orientale Italiana
Al 1º ottobre 1936 è nel XXVII Gruppo autonomo del Comando settore aeronautico nord di Asmara dell'Africa Orientale Italiana.
Il 13 settembre 1937 sgancia 4 bombe C500T all'Iprite sulla Zona Sakalà, il 13 ottobre successivo 4 su Nord presidio Yaneya ed il 19 ottobre 1937 4 su Valle Semeceu.

### Guerra civile spagnola
Dal 12 gennaio 1938 era all'Aeroporto di Palma di Maiorca con 6 S.M.79 nel XXVII Gruppo dell'8º Stormo dell'Aviazione Legionaria.
Al 1º luglio 1939 è all'Aeroporto di Alghero-Fertilia nel 27º Gruppo sui Savoia-Marchetti S.M.79 per l'8º Stormo Bombardamento Terrestre.

### Seconda guerra mondiale
Al 10 giugno 1940 è nel 27º Gruppo con 8 S.M.79 a Villacidro per l'8º Stormo Bombardamento Terrestre ed in AOI è nel XXVII Gruppo Bombardamento Terrestre di Assab con 6 Caproni Ca.133.
Ai primi di settembre 1943 è all'Aeroporto di Bologna-Borgo Panigale.